# Пјанвалико (Фиренца)
Пјанвалико је насеље у Италији у округу Фиренца, региону Тоскана.
Према процени из 2011. у насељу је живело 45 становника. Насеље се налази на надморској висини од 232 м.